# Google Blog Search
Google Blog Search – wyszukiwarka przeznaczona dla blogów, działająca od 21 września 2005 do 26 maja 2011 roku. Wyszukiwanie obejmowało wszystkie blogi, nie tylko z serwisu Blogger (w posiadaniu Google).